# ISO 3166-2:BD
ISO 3166-2:BD is een ISO-standaard met betrekking tot de zogenaamde geocodes. Het is een subset van de ISO 3166-2 tabel, die specifiek betrekking heeft op Bangladesh. 
De gegevens werden tot op 26 november 2018 geüpdatet op het ISO Online Browsing Platform (OBP). Hier worden 64 districten - district (en) / district (fr) / zila (bn) en 8 divisies - division (en) / division (fr) / bibhag (bn) - gedefinieerd.
Volgens de eerste set, ISO 3166-1, staat BD voor Bangladesh, het tweede gedeelte is een letter (divisies) of een tweecijferig nummer (districten).

## Codes
| Code  | Naam             | Categorie | Deel van |
| ----- | ---------------- | --------- | -------- |
| BD-A  | Barisal          | divisie   |          |
| BD-02 | Barguna          | district  | BD-A     |
| BD-06 | Barisal          | district  | BD-A     |
| BD-07 | Bhola            | district  | BD-A     |
| BD-25 | Jhalakathi       | district  | BD-A     |
| BD-51 | Patuakhali       | district  | BD-A     |
| BD-50 | Pirojpur         | district  | BD-A     |
| BD-B  | Chittagong       | divisie   |          |
| BD-01 | Bandarban        | district  | BD-B     |
| BD-04 | Brahmanbaria     | district  | BD-B     |
| BD-09 | Chandpur         | district  | BD-B     |
| BD-10 | Chittagong       | district  | BD-B     |
| BD-08 | Comilla          | district  | BD-B     |
| BD-11 | Cox's Bazar      | district  | BD-B     |
| BD-16 | Feni             | district  | BD-B     |
| BD-29 | Khagrachari      | district  | BD-B     |
| BD-31 | Lakshmipur       | district  | BD-B     |
| BD-47 | Noakhali         | district  | BD-B     |
| BD-56 | Rangamati        | district  | BD-B     |
| BD-C  | Dhaka            | divisie   |          |
| BD-13 | Dhaka            | district  | BD-C     |
| BD-15 | Faridpur         | district  | BD-C     |
| BD-18 | Gazipur          | district  | BD-C     |
| BD-17 | Gopalganj        | district  | BD-C     |
| BD-26 | Kishoreganj      | district  | BD-C     |
| BD-36 | Madaripur        | district  | BD-C     |
| BD-33 | Manikganj        | district  | BD-C     |
| BD-35 | Munshiganj       | district  | BD-C     |
| BD-40 | Narayanganj      | district  | BD-C     |
| BD-42 | Narsingdi        | district  | BD-C     |
| BD-53 | Rajbari          | district  | BD-C     |
| BD-62 | Shariatpur       | district  | BD-C     |
| BD-63 | Tangail          | district  | BD-C     |
| BD-D  | Khulna           | divisie   |          |
| BD-05 | Bagerhat         | district  | BD-D     |
| BD-12 | Chuadanga        | district  | BD-D     |
| BD-22 | Jessore          | district  | BD-D     |
| BD-23 | Jhenaidah        | district  | BD-D     |
| BD-27 | Khulna           | district  | BD-D     |
| BD-30 | Kushtia          | district  | BD-D     |
| BD-37 | Magura           | district  | BD-D     |
| BD-39 | Meherpur         | district  | BD-D     |
| BD-43 | Narail           | district  | BD-D     |
| BD-58 | Satkhira         | district  | BD-D     |
| BD-H  | Mymensingh       | divisie   |          |
| BD-21 | Jamalpur         | district  | BD-H     |
| BD-34 | Mymensingh       | district  | BD-H     |
| BD-41 | Netrakona        | district  | BD-H     |
| BD-57 | Sherpur          | district  | BD-H     |
| BD-E  | Rajshahi         | divisie   |          |
| BD-03 | Bogra            | district  | BD-E     |
| BD-45 | Chapai Nawabganj | district  | BD-E     |
| BD-24 | Joypurhat        | district  | BD-E     |
| BD-48 | Naogaon          | district  | BD-E     |
| BD-44 | Natore           | district  | BD-E     |
| BD-49 | Pabna            | district  | BD-E     |
| BD-54 | Rajshahi         | district  | BD-E     |
| BD-59 | Sirajganj        | district  | BD-E     |
| BD-F  | Rangpur          | divisie   |          |
| BD-14 | Dinajpur         | district  | BD-F     |
| BD-19 | Gaibandha        | district  | BD-F     |
| BD-28 | Kurigram         | district  | BD-F     |
| BD-32 | Lalmonirhat      | district  | BD-F     |
| BD-46 | Nilphamari       | district  | BD-F     |
| BD-52 | Panchagarh       | district  | BD-F     |
| BD-55 | Rangpur          | district  | BD-F     |
| BD-64 | Thakurgaon       | district  | BD-F     |
| BD-G  | Sylhet           | divisie   |          |
| BD-20 | Habiganj         | district  | BD-G     |
| BD-38 | Moulvibazar      | district  | BD-G     |
| BD-61 | Sunamganj        | district  | BD-G     |
| BD-60 | Sylhet           | district  | BD-G     |